# ハードスケープ

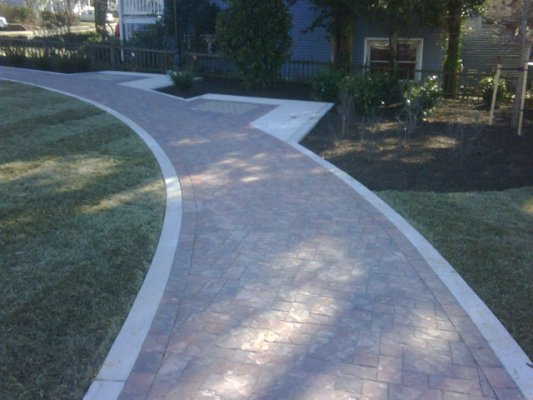
遊歩道はハードスケープの中でも一般的なもの

ハードスケープ (hardscape) は、ランドスケープの構成要素のうち、人為的で硬質な景観構成要素で例えば壁、石垣、建造物、路傍など 、ランドスケープに組み込まれた構築環境構造のハードランドスケープマテリアルを指す。
つまり、ランドスケープの要素は2つに大きく分類すると、主に建築や土木の分野で作られる構造物、排水やペーブメント、擁壁などハードランドスケープと、植物や動物、水や土、砂などの自然素材が主な要素となっているソフトランドスケープ（ソフトスケープ）に分類がなされる。
こうするとランドスケープデザインや庭造りなどの分野で使われる言葉にみられるが、日本ではアクアリウムで『ハードスケープ・アクアリウム』というレイアウト手法の用語として使用される。砂、流木、石など硬質アイテムでレイアウトされた水槽はハードスケープ・レイアウトと呼ばれ、水草水槽などよりダイナミックに魅せることができるのが特徴となっている。
ハード・ランドスケープには庭造りやランドスケープ・プロジェクトで庭やランドスケープ全体をカバーするソフト・ランドスケープが機能する前に必要なもの、庭の基礎にも使われる「レンガ」や「モルタル」など、庭を大きく整えるものである。このため、造園家は作庭ではより美しい特徴、木や低木、完璧な配色、花のアレンジメントなどの柔らかな造園事業に集中できるようになる。
ハード・ランドスケープの重要な特徴の1つは、水の吸収に関係することがある。これは、気候を考えると非常に重要で、ハード・ランドスケープは、大雨や降雪後の水への心配が問題にならないように施すものでもある。ハード・ランドスケープを介して施された適切な吸水および灌漑システムは、水を土地から安全に遠ざける硬い材料と組み合わせれば、土砂流出などの問題になることはなく、庭は泥沼化した濡場所になることはなく、乾燥が保たれて楽しい生活空間を維持できる。ソフト・ランドスケープでも同様の機能を維持できるオプションもあるが、大部分はハード・ランドスケープによって達成されることになる。
都市計画の観点から見ると、ハードスケープには、舗装道路、私道、噴水、小さなプールなど、非常に大きな特徴となるものが含まれることがわかる。ほとんどの水景物は、周囲の土に水を流れさせないよう、水を保持するための障壁を必要とするため、ハードスケープで構築される。
ハードスケープにより、土壌浸食のために不可能な人工造園機能の建設、舗装などは裸地や草の摩耗を引き起こす大量の人の往来を可能にしている。他には、垂直軸を示す造景景観的特徴を表すことも可能である。
通常地下水として地に吸収される水も周囲の裸地もしくは自然の排水路または暗渠がない場合、不浸透性の庭などでも、不透表面をハードスケープで備えておけば、水を運び出すことができる。庭には早期摩耗を防ぐために、人工的な排水方法または表面流出は必要となる。容量不足、計画・実行が不十分な表面の排水もしくはグレーディングでは、洪水、ウォッシュアウト、泥流、流し穴、加速侵食、木材要素の湿りによる腐敗など、また激しい嵐や激しい降雨の後の植物、高中木や低木の壊死、さらには基礎の割れ目、水の浸入による地下水の浸水、害虫の侵入などの隣接する家への基礎の問題、たとえば被害地域から侵入するアリや他の害虫などの問題を引き起こす可能性もある。

## 規制とライセンス

### オーストラリア
クイーンズランド州のハードスケープ・ランドスケーピングは、オーストラリアで、ストラクチュアル・ランドスケーピング（Structural Landscaping）と呼ばれる造園分野、でのライセンス資格。これは該当業務の広範囲において、請負建設業として営んでいるストラクチュアル・ランドスケーピング業者と、「jack of all trades」（つまり「よろず屋」）と呼ばれるが、ストラクチュアル・ランドスケーピングに限定される施工業者、の2つのクラスに分類している。なおこのライセンスにおけるストラクチュアル・ランドスケーピングの範囲は、デッキ、フェンス、カーポート、パーゴラ、舗装、擁壁の建設の製作など。